# Schraplau

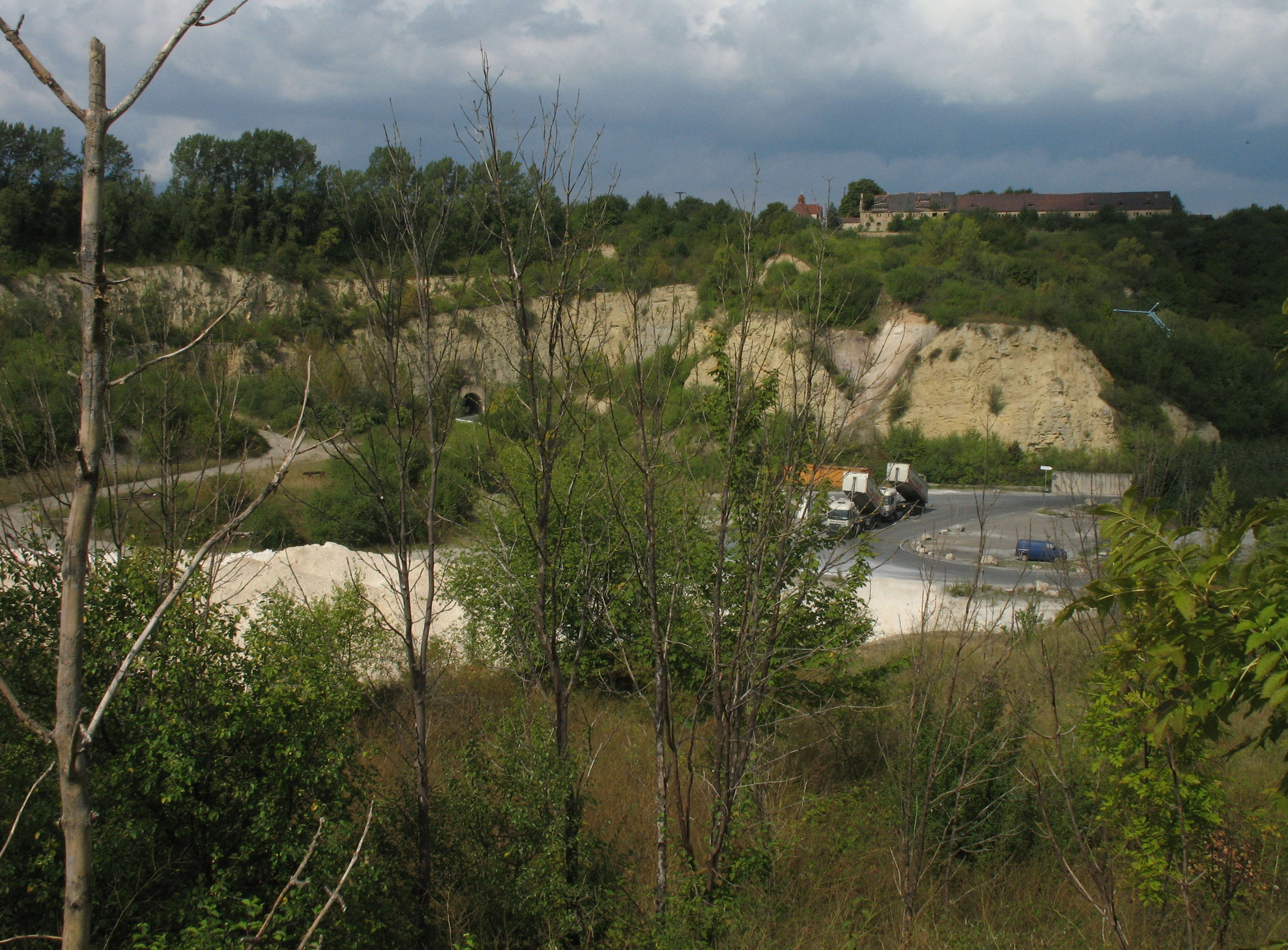
Cava

Schraplau è una città tedesca situata nel land della Sassonia-Anhalt.